# Corsicana (razza bovina)
La Corsicana è una razza bovina italiana, endemica della Corsica.

## Storia

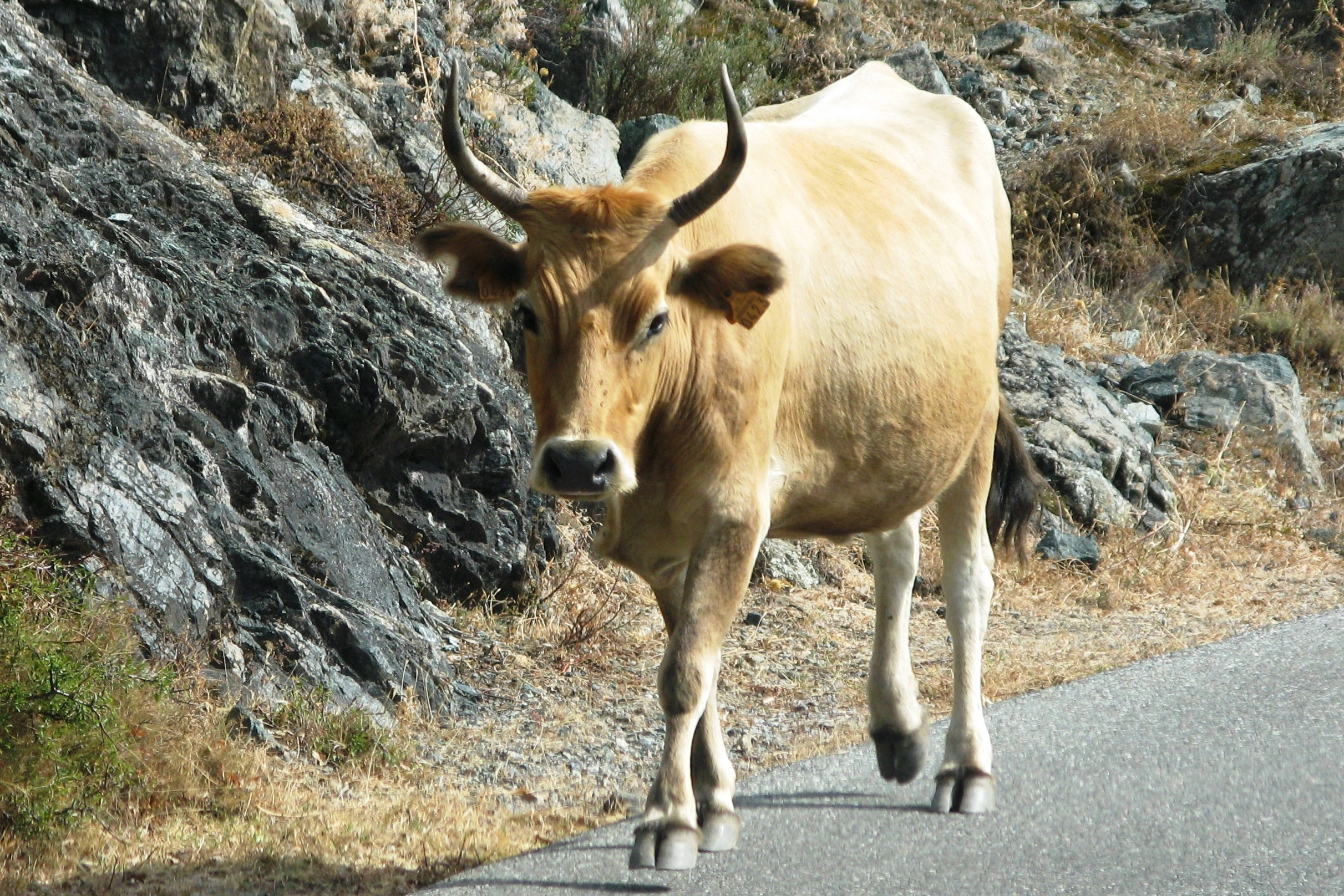
Corsicana fotografata su di una strada

La Corsicana è l'unico bestiame autoctono della Corsica. Non esiste un registro delle razze e pertanto non è considerata una razza bovina in senso stretto ma piuttosto una popolazione. Non esiste un programma collettivo di selezione genetica. Gli studi hanno dimostrato che il suo isolamento per millenni ha contribuito a formare una popolazione omogenea stabile. Nel 2001 c'erano 28.000 mucche e 1.300 tori per l'inseminazione naturale e 6 per l'inseminazione artificiale. I numeri sono stabili e il 60% delle femmine si riproduce originando elementi di razza pura. 

## Morfologia
La razza ha un mantello marrone chiaro con sfumature che vanno dal biondo al grano scuro e al grigio. La pancia è spesso più leggera. Le mucose sono scure. Le corna hanno la forma di una lira. La razza è di taglia piccola e leggera. Le mucche misurano 1,15 m per 280 kg, i tori 1,20 m per 350 kg.

## Utilizzo

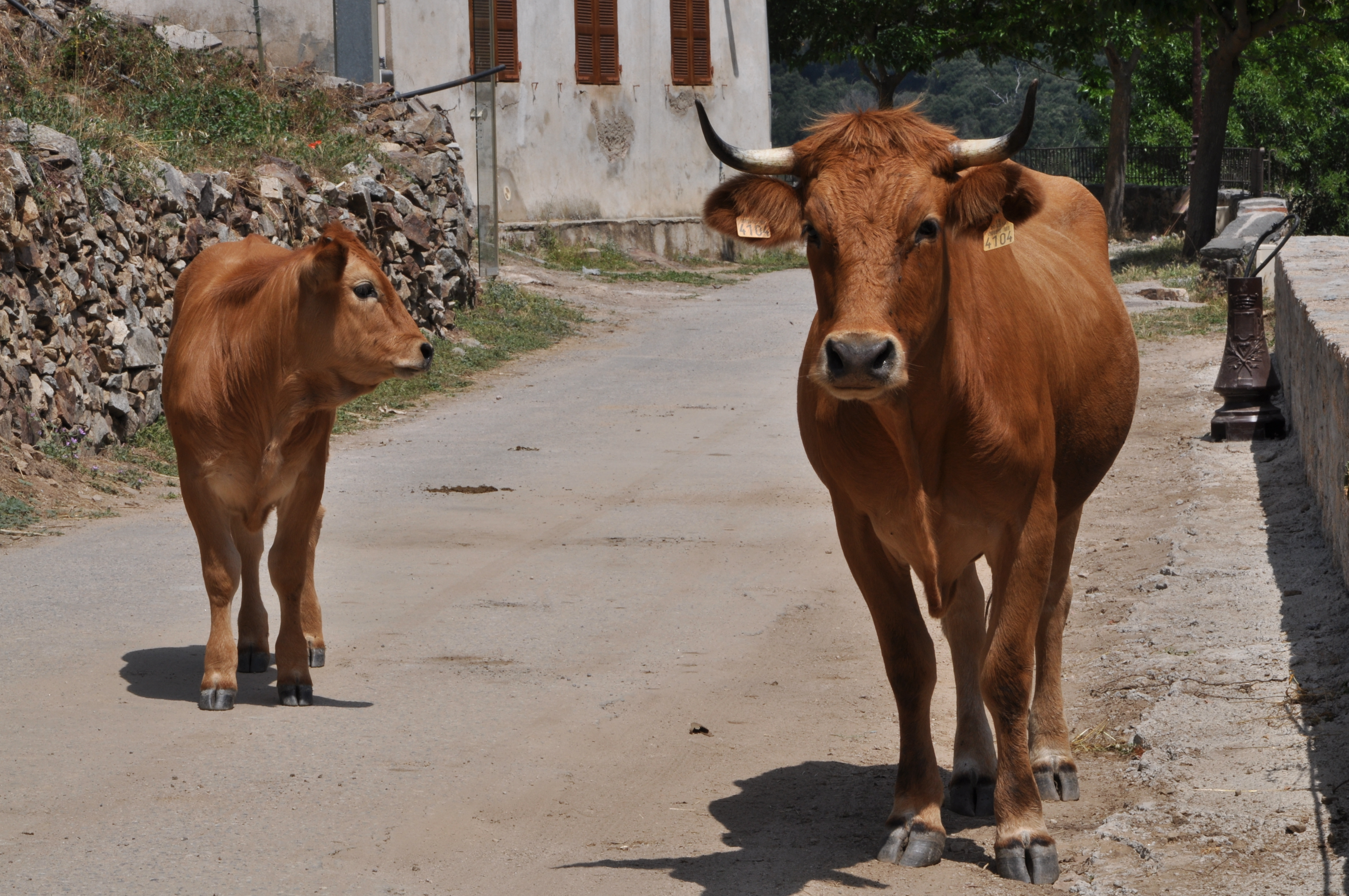
Corsicane nei pressi di Mausoleo.

Oggi la razza è principalmente allevata per la produzione di carne. Precedentemente veniva utilizzato anche per la trazione ma le dimensioni ridotte ne limitavano la capacità. Non è usato per il formaggio perché in Corsica il settore caseario è ovino/caprino. Pertanto, la produzione di latte della Corsicana è "naturale", limitato cioè all'allattamento del vitello. 
La razza è molto rustica, con spiccate caratteristiche di:
- buona resistenza al calore
- buona capacità di sostentamento con una dieta povera
- buona capacità di ricostituire le riserve del corpo dopo periodi di scarsità (siccità estiva)
- facile parto (vitello solo all'aperto)
- eccellenti qualità materne

Attualmente vengono praticati due metodi di allevamento separati:  
1. razza pura in montagna, ove è l'unica ad essere redditizia. Vi è una vasta agricoltura con gli animali semi-liberi, fond. giovani manzi da carne e giovenche per la riproduzione;
2. razza mista (giovenche Corsicane incrociate con tori Limousine, Aubrac o Charolais) in pianura.